# Gwyneth
Gwyneth  è un nome proprio di persona gallese e inglese femminile.

## Varianti
- Gallesi: Gwynneth[1], Gwynedd[2], Gweneth[2], Gwenith[2], Gwenneth[2], Gwenyth[2]

## Origine e diffusione
Si tratta di una forma anglicizzata di Gwynedd, nome di un regno medievale del Galles e, oggi, di una delle sue contee. L'etimologia del toponimo è incerta ed è stato avvicinato a diversi vocaboli, come l'irlandese antico Féni ("popolo irlandese") o i celtici *wŒdnf ("caccia") e *windo ("bianco"); in quest'ultimo caso potrebbe essere di stampo teoforico, riferito al dio Gwyn (il cui nome risale alla stessa radice).
Il nome ha goduto di buona diffusione in Galles a partire dal XIX secolo, forse anche grazie alla fama della scrittrice Gwyneth Vaughan, il cui vero nome era Ann Harriet Hughes; talvolta viene usato anche come maschile, ma in genere solo come secondo nome.
Diverse varianti di questo nome potrebbero essere ricondotte ad altri vocaboli gallesi (come gwenydd, "gioia", o gwenith, "grano"), ma comunque gran parte della loro diffusione a partire dalla seconda metà dell'Ottocento è da ascrivere alla somiglianza con Gwyneth.

## Onomastico
Il nome è adespota, cioè non è portato da alcuna santa, quindi l'onomastico si festeggia il 1º novembre, giorno di Ognissanti.

## Persone

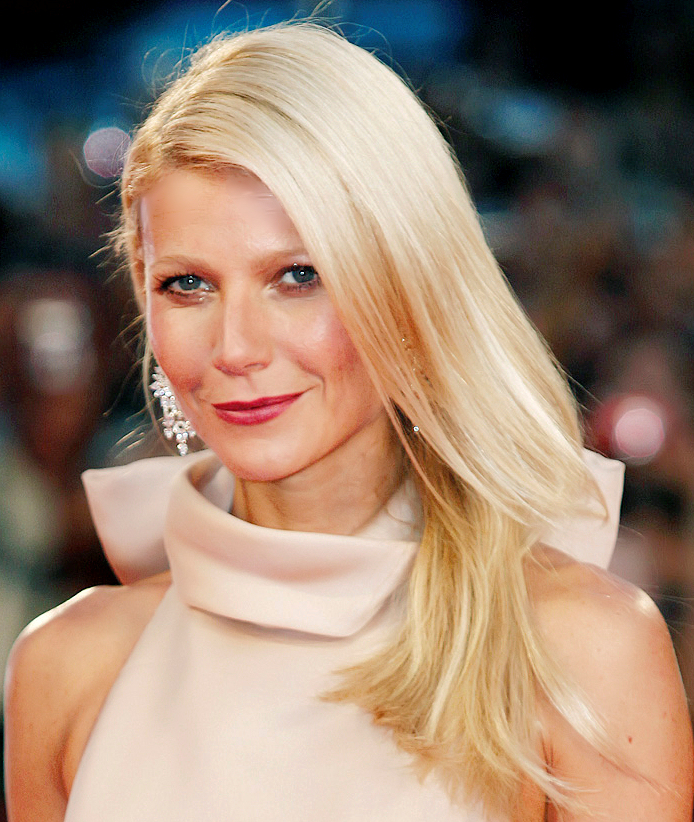
Gwyneth Paltrow

- Gwyneth Herbert, cantautrice e produttrice discografica britannica
- Gwyneth Jones, soprano gallese
- Gwyneth Jones, scrittrice inglese
- Gwyneth Keyworth, attrice britannica
- Gwyneth Paltrow, attrice e imprenditrice statunitense

### Varianti
- Gwenneth Reinagle Sterry, tennista britannica
- Gwenyth Verdon, attrice, cantante e ballerina statunitense,
- Gwynyth Walsh, attrice canadese